# 고백 (종교)

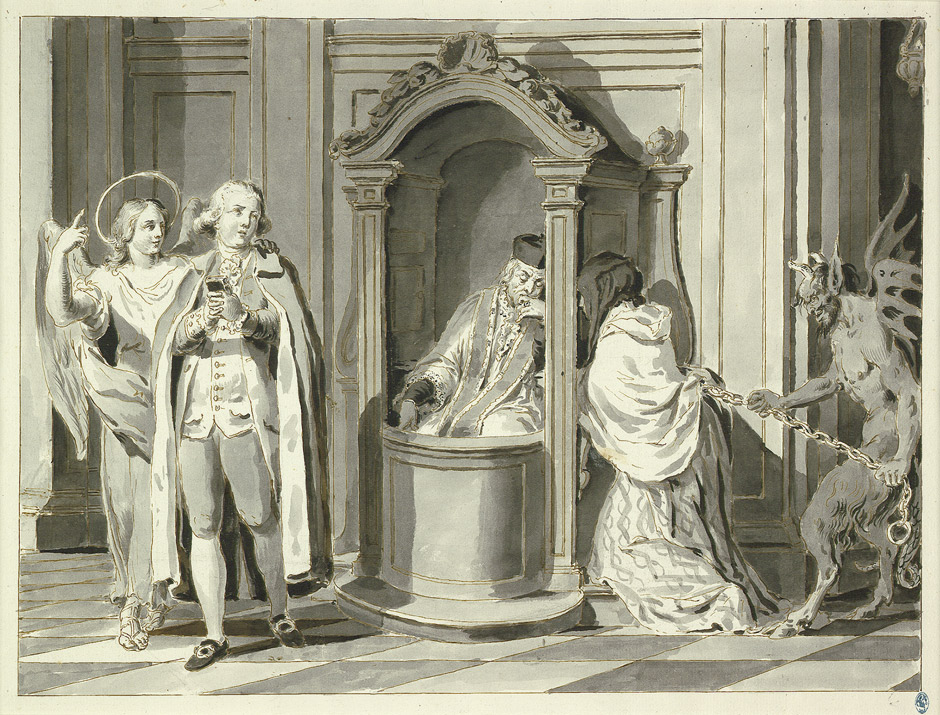

고백(告白)은 자기의 뜻을 하느님께 아뢰는 행위로, 특히 자기의 죄를 신 앞에 고하고 회개함으로써 죄의 용서를 비는 것을 의미할 때 자주 사용된다. 참회(懺悔)라고도 한다.

## 기독교

### 로마 가톨릭
가톨릭 교회에서는 미사통상문의 시작 예식에서 죄의 고백을 통해 하느님과 형제들에게 자신의 죄를 고백하는 동시에 성모마리아와 성인들의 통공을 구하고 있다. 이 외에도 성사의 하나인 고해성사가 있는데, 이 성사는 가톨릭 신자들이 죄를 고백하면 사도전승을 따라 죄를 사할 권리가 있다고 여겨지는 사제(司祭)가 죄에 대한 보속을 받고 죄를 사해주는 예식이다. 미사를 드리기 전에 자주 할 것이 권장되고 있다. 진실한 고백을 보장하기 위해, 로마가톨릭 교회법에 따르면 사제는 고백한 사람의 신상이나 고백한 내용을 어떠한 일이 있어도 비밀로 지켜야 할 의무가 있다. 재판에 있어서도 묵비권으로써 증언을 거부하지 않으면 안 된다.

### 성공회
성공회에서는 고백을 성사적 예식으로 보고 있다.

### 개신교
종교개혁 이후 개신교에서는 만인제사장론에 따라 죄의 고백을 하나님께만 하는 것으로 해석한다. 따라서 개신교에서는 기독교인 모두가 죄를 용서받을 수 있다는 점에서 죄의 사죄를 특권층에게만 부여하는 고해성사를 인정하지 않는다. 그 대신 장로교의 경우에는 예배 중 죄의 고백을 순서에 넣어 죄를 고백하는 시간을 가지며, 그렇지 않다면 대표기도의 주요 기도제목으로 죄의 용서를 비는 시간을 가진다.

## 유대교
유대교에서 고백은 신과 다른 사람에 대해 죄에 대한 용서를 구하는데 중요한 부분이다. 유대인들은 "우리는 죄를 지었습니다"라고 고백한다.

## 같이 보기
- 죄악론
- 칠죄종